# Jona che visse nella balena
Jona che visse nella balena és una pel·lícula de 1993 dirigida per Roberto Faenza.
El tema està extret de la novel·la autobiogràfica de l'escriptora Jona Oberski, titulada Kinderjaren i se centra en el drama de l'Holocaust. Va ser inscrit al 18è Festival Internacional de Cinema de Moscou, on va guanyar el Premi del Jurat Ecumènic.

## Argument
Jona és un nen jueu de quatre anys que vivia a Amsterdam abans de l'esclat de la Segona Guerra Mundial. El 1940, després de l'ocupació de la ciutat pels alemanys, va ser deportat juntament amb els seus pares jueus primer al camp de concentració de Westerbork i després al de Bergen-Belsen, on passaria tot el període de la guerra. A Bergen-Belsen viu en una barraca amb la seva mare, mentre que el seu pare està destinat a un altre sector del camp.
El nen pateix fred, gana, por, sofriment, opressió fins i tot per part d'altres nens. Els casos en què el tracten amablement són molt rars: només el cuiner, que després morirà, i el metge de la clínica són amables amb ell. El destí dels pares de Jona és tràgic: el seu pare mor de fam i desnutrició. En els últims dies de la guerra, Jona i la seva mare són evacuats del campament a bord d'un tren que vagarà durant dies per territori alemany abans de ser alliberats per les tropes soviètiques. La mare no es recupera del patiment que ha patit; es torna boja per la mort del seu marit i, malauradament, mor en un hospital els dies posteriors a l'alliberament. Jona torna a Amsterdam on és adoptat per una família d'amics de la família. Finalment la pel·lícula diu que Jona encara és viu i que és un científic.

## Repartiment
- Juliet Aubrey: Anna, la mare
- Jean-Hugues Anglade: Max, el pare
- Luke Petterson: Jona amb 4 anysi
- Jenner Del Vecchio: Jona amb 7 anys
- Francesca De Sapio: Senyora Daniel
- Djoko Rossich: Senyor Daniel
- Juliet Aubrey: Diora

## Premis
- 1993 - David di Donatello
  - Millor director a Roberto Faenza
  - Millor banda sonora a Ennio Morricone
  - Millors vestits a Elisabetta Beraldo
  - Nominació a Millor pel·lícula
  - Nominació a Millor productor a Elda Ferri
  - Nominació a Millor guió a Roberto Faenza i Filippo Ottoni
  - Nominació a Millor edició a Nino Baragli
- 1993 - Globo d'oro
  - Nominació al Millor pel·lícula a Roberto Faenza
  - Nominació al Millor música a Ennio Morricone
- Efebo d'oro 1993
- 1994 - Ciak d'oro
  - Ciak d'oro al millor muntatge a Nino Baragli[3]
  - Candidatura a Millor guió a Roberto Faenza e Filippo Ottoni
  - Candidatura a Millor vestuarii a Elisabetta Beraldo
- 1994 - Nastro d'argento
  - Candidatura a director de la millor pel·lícula a Roberto Faenza
  - Candidatura a Millor guió a Roberto Faenza
  - Candidatura a Millor productor a Elda Ferri
  - Candidatura a Millor banda sonora a Ennio Morricone
- Premi UNICEF